# Della vita

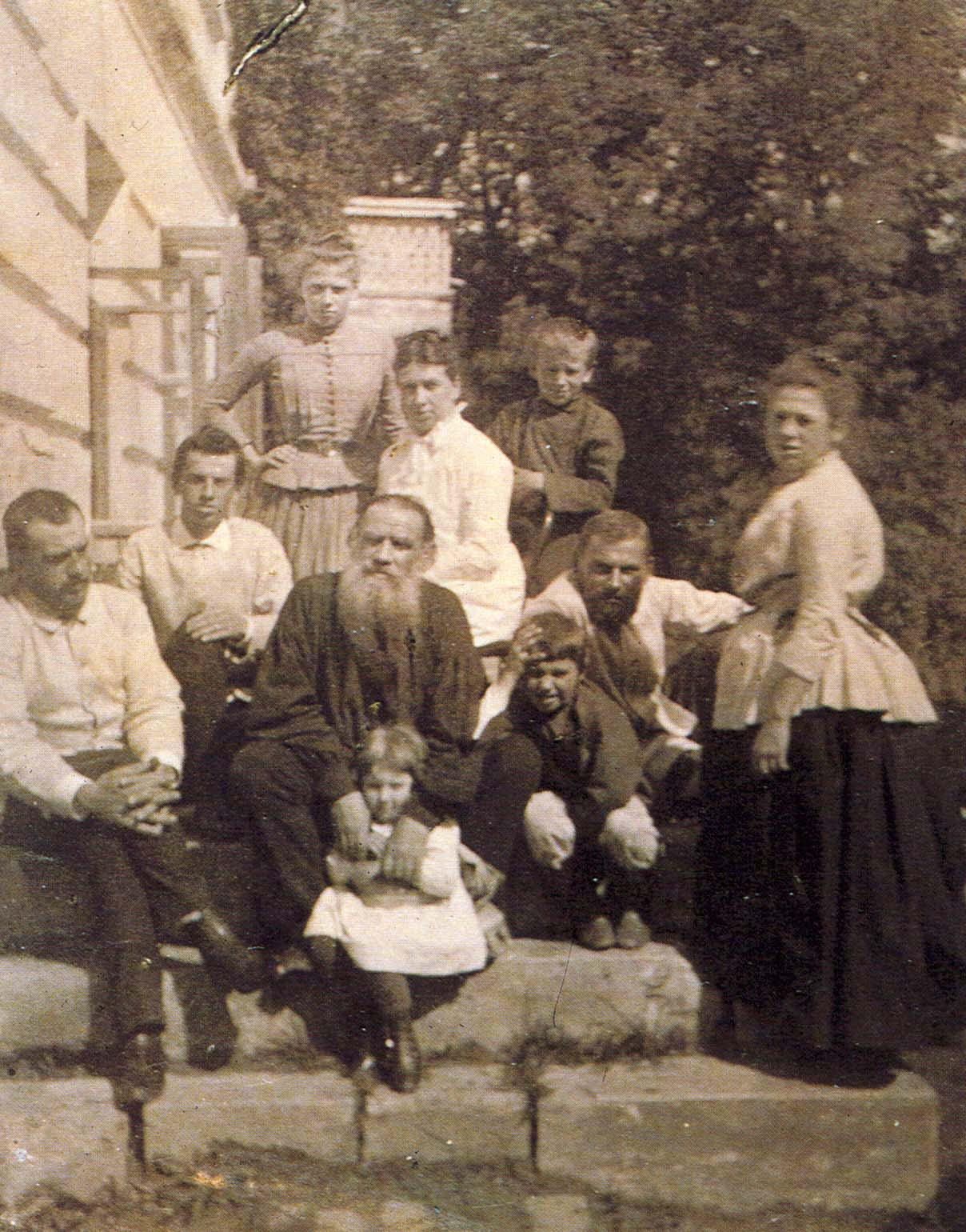
Tolstoj (al centro) in una foto di famiglia del 1887, anno che l'autore dedicò interamente a scrivere l'opera

Della vita (in russo О жизни?, O žizni), noto anche come Sulla vita, è un trattato filosofico di Lev Tolstoj.

## Genesi dell'opera
Lo scrittore vi lavorò dall'ottobre del 1886 sino alla fine del 1887, mettendo mano a molteplici stesure, nel corso delle quali cambiò anche il titolo: da «Sulla vita e sulla morte» a «Sulla vita», poiché nel terminare il libro Tolstoj era giunto alla conclusione che la morte non esiste.
L'intento di Tolstoj – come da lui scritto a un corrispondente – era d'illustrare «cosa precisamente sia la vita (Cristo l'ha spiegato), e spiegarlo così come l'ha spiegato Cristo, ma stavolta ad uso di coloro che non vogliono capire il Vangelo». Le bozze vennero corrette con la collaborazione del filosofo Nikolaj Jakovlevič Grot, che prestò la propria consulenza sulle questioni terminologiche.

## Pubblicazione e accoglienza
L'opera fu stampata nel gennaio del 1888, ma venne osteggiata dall'arcivescovo Nikanor, e la censura russa ne confiscò le copie. Il libro circolò tuttavia in lingua francese (tradotto dalla moglie di Tolstoj, che la considerò la propria opera preferita) e in inglese (edito a New York nel 1888). Fu pubblicato in italiano nel 1908 (ed. Lapi, Città di Castello).
Della vita fu un grande successo internazionale del Tolstoj polemista, anche se, rispetto alle opere morali composte dall'autore nei primi anni ottanta, questo testo risultava più intricato e impegnativo da leggere.
Nel 1890, col consenso dello scrittore, venne pubblicata a Boston un'edizione breve, a cura del giurista e attivista statunitense Bolton Hall, intitolata Even as you and I. Parables on true life, mentre la traduzione russa di questo riadattamento fu pubblicata a Mosca qualche mese prima, nel 1899, col titolo La vera vita (Istinnaja žizn'). Nel 1916 venne stampata un'altra versione ridotta: Sulla vera vita (Ob istinnoj žizni), a cura di Vladimir Čertkov.
Lev Tolstoj junior l'ha considerata, al pari de Il regno di Dio è in voi, come l'«opera religiosa capitale» del padre.

## Edizioni
- Lev Tolstoj, Della vita, a cura di Igor Sibaldi, Milano, Oscar saggi Mondadori, 1991, ISBN 88-04-34731-7.